# 戒备状态

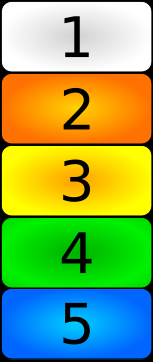
戒备状态的級數圖表

戒备状态或称防御准备状态、国家防卫等级、戰備等級（英語：defense readiness condition，简称DEFCON）是美國国家防御等级的衡量方式。此衡量現在是被美軍使用為警戒态势。戒备状态系統是由参谋长联席会议以及统一和指定作战司令部制定的。戒备状态共分为五级，一级（最高就緒）为最高，五级（一般就緒）为最低。在不同的戒备状态級別下，美國軍隊的行動亦有所不同，以應對不同的狀態。
戒备状态是警报状况（LERTCOND）的一個子警报系统。警报状况亦包括紧急状态。在美國不時有人將戒备状态和其他美國軍隊使用的警报状况系统混淆。例如部队防护状态（FPCONS）、就绪状态（REDCONS）和观察状态（WATCHCONS）。人們亦會將過去由國土安全部使用的国土安全部警报系统混淆。

## 等级划分
在五個戒備狀態下採取的行動難以具體說明，因為這將視命令而定。隨著時間推演，這些準備行動在新武器系統啟用以後也會變動，而詳細的細節屬於機密。此外，在測試、檢驗或演習時，美國國防部會使用演習用語來描述戒備狀態。這是為了避免使演習命令與實際的作戰命令混淆。現行的演習用語至少自1960年就開始使用了，那時這些術語在北美空防司令部一場演習中使用。
五個戒備狀態、其演習用語和一般敘述列於下表：
| 戒備狀態 | 演習用語                  | 敘述                                     | 就緒                            | 顏色 |
| -------- | ------------------------- | ---------------------------------------- | ------------------------------- | ---- |
| DEFCON 1 | 扳起手枪（COCKED PISTOL） | 極可能爆發核戰或核战已经发生             | 最高就緒狀態                    | 白色 |
| DEFCON 2 | 高速步伐（FAST PACE）     | 更進一步加強軍隊就緒狀態，但低於最高就緒 | 军队准备在6小时內進行部署和调动 | 紅色 |
| DEFCON 3 | 拘留所（ROUND HOUSE）     | 加強軍隊就緒狀態至一般就緒以上           | 空军准备在15分钟内调动          | 黃色 |
| DEFCON 4 | 恍然大悟（DOUBLE TAKE）   | 增加情報探查與加強安全措施               | 高于正常就緒狀態                | 綠色 |
| DEFCON 5 | 淡出（FADE OUT）          | 最低就緒狀態                             | 一般就緒狀態                    | 藍色 |

電影和流行文化中常在危急的情況下誤用「進入五級戒備狀態」，不過五級實乃最低就緒狀態。

## 历史
在1959年11月，參謀長聯席會議制定了戒備狀態系統，因而在各個指揮系統下有了一個統一的就緒狀態。儘管在這個系統的指引下，全國應有統一的就緒狀態，偶是部分美軍仍然在數個事件中進入過較高的戒備狀態。

### 冷戰

曾被證實的最高戒備狀態：級別二

曾被證實的最高戒備狀態是級別二。在1962年10月22日的古巴危機其間，美軍奉命進入三級戒備狀態。10月23日，戰略航空司令部奉命進入二級戒備，其餘美軍仍保持三級戒備。戰略空軍司令部一直保持二級戒備狀態到11月15日。
在冷戰的多數時期，美國的洲際彈道飛彈發射站常保持四級戒備，而非五級。

### 贖罪日戰爭
美軍在1973年贖罪日戰爭期間曾進入三級戒備。

### 九一一事件
美國在九一一襲擊事件發生時第三次進入三級戒備狀態。

## 實行
戒備狀態的等級主要由美國總統和參謀長聯席會議決定，每個戒備狀態級別定義了特定的安全、活化和回應方案給有疑問的軍隊。
美軍的不同分支（例如美國陸軍、美國海軍和美國空軍）以及不同基地或指揮團體可以在不同的防禦狀況下開始行動。

## 大眾文化
- 很多電影都使用了「戒备状态」這個名詞，其中包括戰爭遊戲(1983年電影)（WarGames）[9]、驚爆13天、天煞-地球反擊戰、恐惧的总和、赤色风暴、絕世天劫和癟四與大頭蛋橫貫美國。而包括星際之門：SG-1和白宮風雲在內的多個電視劇亦有提及「戒备状态」。[10]
- 以戒备状态命名的即時戰略遊戲「戒备状态」模擬了核戰爆發時的戰事，並且戒备状态級數會隨時間上升。[11]
- 電子遊戲決勝時刻：黑色行動僵尸模式的第五個地图有一個秘密地圖需要玩家將戒备状态由第一級降至第五級才能解除封鎖。當時的美國因蘇聯的進攻而處於一級戒备状态。
- 桌游冷战热斗中DEFCON被翻译为核战争等级，并用于限制玩家的行为。
- 一些IRC服务擁有一個「戒备状态」系統以應付不同級別的黑客入侵。[12]
- 硬派電子音樂(Hardstyle、Hardcore)活動團體Q-dance（英语：Q-dance），每年都會於荷蘭、澳洲或智利舉辦「Defqon.1音樂節 （页面存档备份，存于）」，其標誌為和平標誌。[13]
- 在生活大爆炸的一集裡，伦纳德·霍夫斯塔特與謝爾頓·庫珀因戒备状态的級數排序問題而爭吵起來。[14]

## 另見
- 國土安全部警報系統
- 部队防护状态
- 信息作戰狀態